# Der Judenstaat

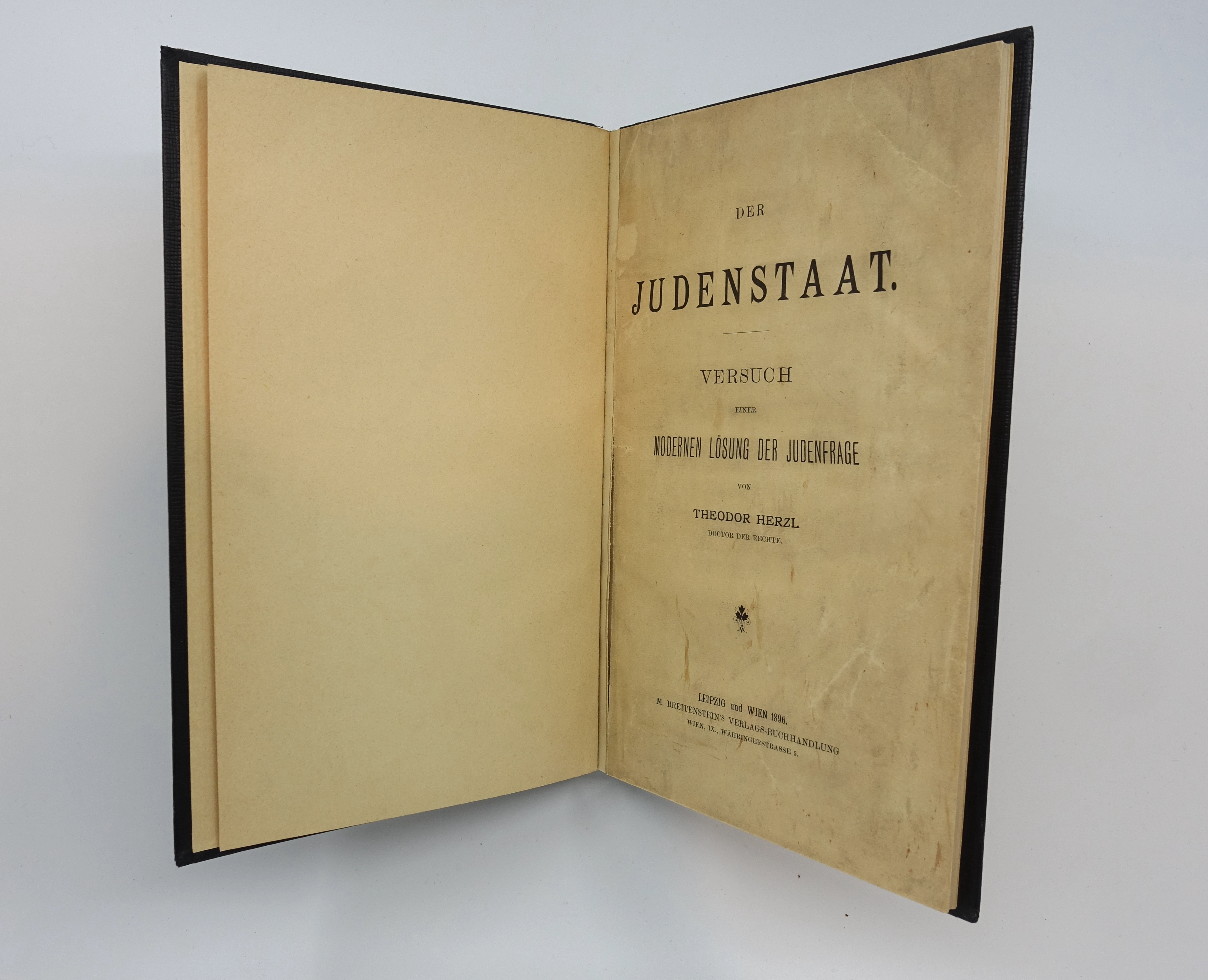
Der Judenstaat

Der Judenstaat. Versuch einer modernen Lösung der Judenfrage is een boek van Theodor Herzl gepubliceerd in 1896 in Leipzig en Wenen door M. Breitenstein's Verlags-Buchhandlung, nadat Cronbach in Berlijn en Duncker & Humblot de publicatie hadden afgewezen. Herzl voltooide het manuscript op 17 juni 1895, de boekeditie werd in februari 1896 gepubliceerd.

## Achtergrond
Eind 19de eeuw vonden in Rusland pogroms plaats, wat leidde tot massale emigratie van Joden naar West-Europa en Amerika. Tussen 1881 en het uitbreken van de Eerste Wereldoorlog verlieten naar schatting twee en een half miljoen Joden Rusland. Tijdens het schrijven bevond Theodor Herzl zich in Parijs ten tijde van de Dreyfusaffaire.

## Inhoud
Het belang van het boek is dat Herzl voor het eerst een praktische oplossing voorstelde voor het "Joods vraagstuk" en het onvermogen van Europa aantoonde om het op te lossen. Hij kwam met een actieplan voor een staat in een tijd dat een staat door Joden slechts als een verre droom werd beschouwd. Herzl bracht het concept van Joodse soevereiniteit in discussie en perfectioneerde de zionistische ideologie. In zijn boek benadrukte hij dat, om het idee te realiseren, internationale en wettelijke erkenning van de rechten van het Joodse volk op een eigen land moest worden bereikt, zonder het te benoemen.
Het boek vormde de basis voor de stroom van politieke zionisme, dat geloofde dat internationale en wettelijke erkenning van de rechten van het Joodse volk op het Land van Israël moest worden bereikt vóór het daadwerkelijke begin van de nederzetting, een politieke regeling die het recht van de Joden op het land zou garanderen, en dat pas na het verkrijgen van wettelijke garanties en politieke rechten voor vestiging, emigratie (immigratie) kon beginnen.

### Hoofdstukken
Het boek bestaat uit de volgende vier hoofdstukken:
1. Een algemeen hoofdstuk over het probleem van antisemitisme, de oorzaken en vooruitzichten ervan. In dit hoofdstuk beschrijft Herzl kort zijn plan voor de vestiging van de nieuwe Joodse soevereiniteit. Voor deze taak moeten twee organisaties worden opgericht: "The Jewish Society", die zich zal bezighouden met de Joodse diaspora bij het organiseren van de uittocht van Joden uit hun landen en de mogelijkheid van emigratie naar Joods grondgebied zal bieden. De "Joodse Vereniging" zal diplomatieke onderhandelingen voeren om grondgebied te vinden voor het Joodse volk. Zij zal ook een grondwet schrijven die het karakter van de staat zal bepalen. Dit hoofdstuk bespreekt ook de vraag of de voorkeur moet worden gegeven aan de oprichting van een Joodse staat in Palestina of in Argentinië. Herzl liet deze vraag open en somde de voordelen van elk voorstel op.
2. Het tweede hoofdstuk behandelt de "Joodse samenleving" als een Joodse chartermaatschappij, die volgens de Britse wet opereert met aandelenkapitaal. Het bespreekt de economische aspecten van de activiteiten van het bedrijf, manieren om onroerend goed over te dragen, grond te kopen, de vorm van slaapzalen voor werknemers, een zevenurige werkdag, welzijn, de garanties van het bedrijf en het aantrekken van kapitaal.
3. Het derde hoofdstuk, "Kibboets", bespreekt de manieren van Joodse emigratie naar het nationale grondgebied, niet als individuen, maar in groepen die van tevoren zullen weten waar ze zich zullen vestigen en waar alles zal gaan volgens hun keuze.
4. Het vierde hoofdstuk bespreekt de werking van de Joodse maatschappij, de aard van de grondwet, de scheiding van kerk en staat, de kwestie van de taal en de vlag.

## Nederlandse vertaling
- Theodor Herzl, De jodenstaat. Poging tot een moderne oplossing van het joodse vraagstuk, vert. Sander Hendriks, 2004, 142 p.

## Tekst
- (de)  Der Judenstaat